# Mais e Mais
"Mais e Mais" é o Extended play de estréia do cantor de pagode brasileiro Thiaguinho, lançado em 11 de agosto de 2013, pela editora discográfica Som Livre. O álbum foi produzido pelo cantor Rodriguinho.

## Singles
"As Aparências Enganam" foi lançado como o primeiro single do EP em 13 de agosto de 2013. A canção chegou à nona posição na Brasil Hot 100 Airplay, compilada pela revista Billboard Brasil.
"Será que É Amor" foi o segundo single do álbum. A canção chegou à décima posição no Hot 100 da Billboard brasileira.

## Faixas
| N.º | Título                   | Duração |  |
| 1.  | "Deite que vou lhe usar" | 2:47    |  |
| 2.  | "Será Que É Amor"        | 4:02    |  |
| 3.  | "Quer Beijinho"          | 3:28    |  |
| 4.  | "Mais e Mais"            | 3:46    |  |
| 5.  | "As Aparências Enganam"  | 3:08    |  |
| 6.  | "Facada"                 | 2:38    |  |

## Desempenho nas paradas
| Paradas (2013)               | Melhor posição |
| ---------------------------- | -------------- |
| Brasil (iTunes Top Download) | 1              |